# Yahia Badreddine al-Houthi
Yahia Badreddine al-Houthi (en arabe : يحيى بدر الدين الحوثي), est un homme politique yéménite. Il est ministre de l'Éducation et de l'Enseignement dans le gouvernement des Houthis depuis le 28 novembre 2016.